# Thecla mycon
Thecla mycon är en fjärilsart som beskrevs av Frederick DuCane Godman och Osbert Salvin 1887. Thecla mycon ingår i släktet Thecla och familjen juvelvingar. Inga underarter finns listade i Catalogue of Life.